# Picardie (wijk)
Picardie is een wijk in het noorden van de gemeente Evere in het Brussels Hoofdstedelijk Gewest.

## Verkeer en vervoer
In de buurt liggen haltes:
- "Vrede" van Tramlijn 55
- "Picardie" van de buslijnen 59 en 69